# Micropterix algeriella
Micropterix algeriella là một loài bướm đêm thuộc họ Micropterigidae. Nó được Ragonot mô tả năm 1889. Loài này có ở Algérie.